# Diplatys excidens
Diplatys excidens – gatunek skorka z rodziny Diplatyidae.
Gatunek ten opisany został po raz pierwszy w 1954 roku przez Waltera Douglasa Hincksa na łamach „Proceedings of the Royal Entomological Society of London”. W obrębie rodzaju Diplatys klasyfikowany jest w podrodzaju Diplatys (Neodiplatys).
Skorek ten ma odwłok o tylnej krawędzi przedostatniego sternitu pośrodku wykrojonej, pozbawionej wyrostków. Genitalia samca mają paramery o krawędziach zewnętrznych niemal prostych i wierzchołkowych połowach nie sterczących skośnie dozewnętrznie. Virga składa się z bardzo krótkiej, nieformującej pęcherzyka części nieparzystej oraz dłuższych od płata prącia, ale niesięgających poza nasadę genitaliów parzystych gałęzi.
Owad orientalny, znany z indyjskiego stanu Karnataka. Występuje w wilgotnej strefie tropikalnej.